# グレイテスト・ヒッツ (エア・サプライのアルバム)
| 専門評論家によるレビュー | 専門評論家によるレビュー |
| レビュー・スコア         | レビュー・スコア         |
| 出典                     | 評価                     |
| ------------------------ | ------------------------ |
| Allmusic                 | [ 1 ]                    |

『グレイテスト・ヒッツ』（Greatest Hits）は、オーストラリアのソフトロック・グループであるエア・サプライが、1983年に発表したベスト・アルバム。
ジム・スタインマンがプロデュースした収録曲「渚の誓い (Making Love Out of Nothing at All)」がシングルとしてリリースされ、Billboard Hot 100 の第2位まで上昇して、エア・サプライにとって最後の全米トップ10入りの楽曲となった。このアルバムは、アメリカ合衆国で700万枚を売り上げた。

## 収録曲
1. ロスト・イン・ラヴ - "Lost in Love"
2. さよならロンリー・ラヴ - "Even the Nights Are Better"
3. シーサイド・ラヴ - "The One That You Love"
4. ときめきの愛を - "Every Woman in the World"
5. チャンセズ - "Chances"
6. 渚の誓い - "Making Love Out of Nothing at All" ※ジム・スタインマンのプロデュース：LPでは、この曲からB面
7. オール・アウト・オブ・ラヴ - "All Out of Love"
8. ヒア・アイ・アム - "Here I Am (Just When I Thought I Was Over You)"
9. スウィート・ドリームス - "Sweet Dreams"

## チャート
| 年   | チャート                                          | 最高位 |
| ---- | ------------------------------------------------- | ------ |
| 1983 | ケント・ミュージック・レポート アルバム・チャート | 1      |
| 1983 | Billboard 200                                     | 7      |